# Karangmalang (Karangsembung)
Karangmalang is een bestuurslaag in het regentschap Cirebon van de provincie West-Java, Indonesië. Karangmalang telt 3858 inwoners (volkstelling 2010).